# Brévon
Der Brévon ist ein Fluss in Frankreich, der im Département Côte-d’Or in der Region Bourgogne-Franche-Comté verläuft. Er entspringt am Südwestrand des Plateau von Langres, im Gemeindegebiet von Échalot, entwässert generell in nordwestlicher Richtung und mündet nach rund 32 Kilometern an der Gemeindegrenze von Brémur-et-Vaurois und Aisey-sur-Seine als rechter Nebenfluss in die Seine. In seinem Verlauf streift der Brévon streckenweise den 2019 gegründeten Nationalpark Forêts.

## Orte am Fluss
(Reihenfolge in Fließrichtung)
- Échalot
- La Galopine, Gemeinde Aignay-le-Duc
- Beaulieu
- Rochefort-sur-Brévon
- Saint-Germain-le-Rocheux
- Busseaut
- Brémur-et-Vaurois